# Вељо (Комо)
Вељо је насеље у Италији у округу Комо, региону Ломбардија.
Према процени из 2011. у насељу је живело 119 становника. Насеље се налази на надморској висини од 675 м.